# Politický systém Afghánistánu

Vlajka Afghánského islámského emirátu

Afghánský islámský emirát je kvazistátní útvar vytvořený hnutím Tálibán, který od roku 2021 ovládá prakticky celé území Afghánistánu. Státní zřízení je popisováno jako unitární islámská deobandská totalitní teokracie. V čele Emirátu stojí od roku 2021 Hajbatulláh Achúndzáda s titulem nejvyššího vůdce. K roku 2024 žádný stát světa vládu Tálibánu nad Afghánistánem formálně neuznává.

## Ústava
Tálibán historicky považoval za svou ústavu Korán. Za prvního emirátu roce 1998 na podnět nejvyššího vůdce Umara začali učenci (Ulamá) připravovat návrh základního zákona (datsur), který ale nebyl přijat z důvodu americké invaze v roce 2001. Dastur měl zakotvit úřad nejvyššího vůdce jako vrcholné státní autority a podmínky pro jeho obsazení (musel to být muž sunnitského vyznání a přívrženec Hanífovské školy), ale nijak nepopisoval způsob volby nebo omezení pravomocí úřadu. Dastur také zakládal jednokomorovou radu Šura jako nejvyšší zákonodárný orgán s členy jmenovanými nejvyšším vůdcem a dále Radu ministrů v čele s předsedou, jejímž úkolem je provádět rozhodnutí vůdce. Po dobytí Kábulu a návratu Tálibánu k moci v roce 2021 byla zrušena ústava Afghánské islámské republiky z roku 2004, avšak nebyla ničím nahrazena. Druhý emirát za svůj základní dokument považuje Korán a ústavu podle vyjádření jeho představitelů nepotřebuje.

## Státní orgány

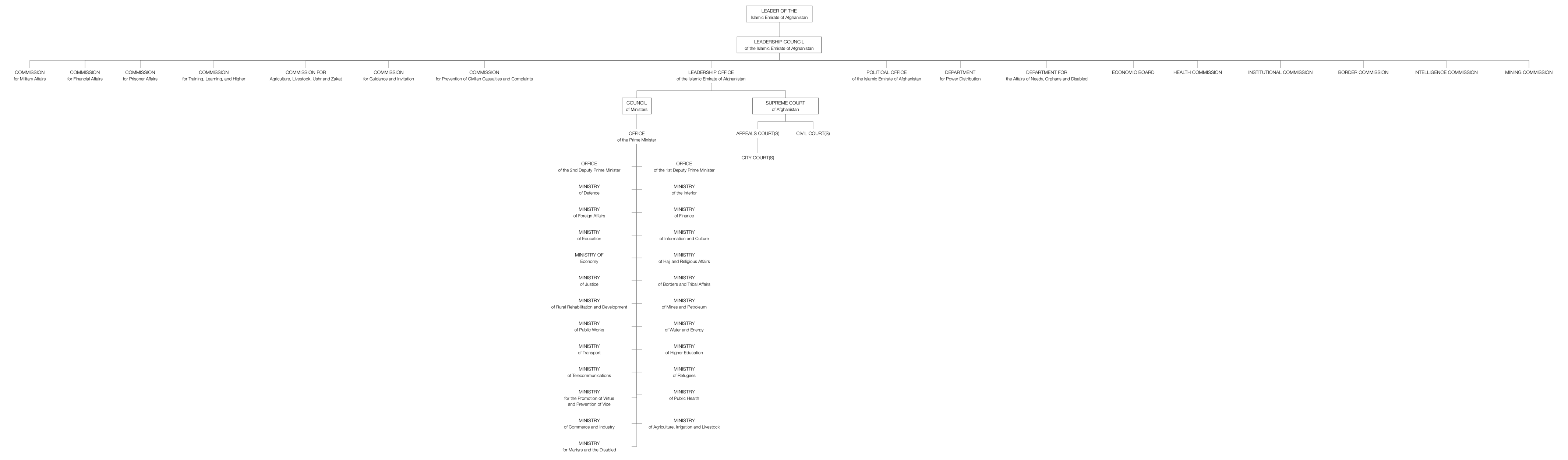
Organizační struktura vlády Emirátu

### Nejvyšší vůdce
Nejvyšší vůdce je hlavou státu a absolutním vládcem. V oficiálních dokumentech je titulován jako "Jeho Excelence" či "Jeho Výsost" a ve svých rukou soustřeďuje zákonodárnou, výkonnou i soudní moc. Jeho postavení je přirovnáváno k postavení nejvyššího vůdce Íránu. Jako nejvyšší státní autorita:
- vydává dekrety s platností zákona;[13][14]
- nařizuje závazný výklad práva;[15]
- předsedá Radě pro vedení[11]
- jmenuje a odvolává předsedu a členy vlády;[16]
- jmenuje a odvolává regionální úředníky;[17]
- jmenuje a odvolává soudce včetně členů Nejvyššího soudu;[14]
- je vrchním velitelem, kterému vojáci přísahají věrnost;[18]
- zastupuje Emirát ve vztazích s jinými vládami;[19]
- vede bohoslužby při nejvýznamnějších svátcích.[20]

### Rada pro vedení
Rada pro vedení je vrchním koordinačním orgánem tálibánské vlády, který tvoří zhruba 30 nejvyšších představitelů Tálibánu. Rada sama nemá přímou rozhodovací pravomoc a je pouze poradním sborem nejvyššího vůdce. V případě uprázdnění funkce nejvyššího vůdce je pak v pravomoci Rady zvolit jeho nástupce.

### Vláda
Vládu tvoří předseda, místopředsedové a ministři. Členové vlády jsou jmenování a odvolávání nejvyšším vůdcem. V roce 2021 tvořili vládu předseda, dva místopředsedové a 19 ministrů.

### Nejvyšší soud
Nejvyšší soud je vrcholným orgánem soudní moci. Jeho soudce jmenuje a odvolává nejvyšší vůdce Afghánistánu. Pod vládou Tálibánu nemá soud nezávislost ani pravomoc soudního přezkumu; nejvyšší vůdce může zvrátit jakékoli rozhodnutí jakéhokoli soudu.